# NGC 2839
NGC 2839 est une galaxie lenticulaire située dans la constellation du Lynx. NGC 2839 a été découverte par le physicien irlandais George Stoney en 1850.

## Caractéristiques
Sa vitesse par rapport au fond diffus cosmologique est de 8 471 ± 17 km/s, ce qui correspond à une distance de Hubble de 124,9 ± 8,8 Mpc (∼407 millions d'al).
Selon la base de données Simbad, NGC 2839 est une galaxie LINER, c'est-à-dire une galaxie dont le noyau présente un spectre d'émission caractérisé par de larges raies d'atomes faiblement ionisés.

## Supernova
La supernova SN 2009mx a été découverte dans NGC 2839 le 24 décembre 2009 par W. Li, S. B. Cenko, et A. V. Filippenko, dans le cadre du programme LOSS (Lick Observatory Supernova Search) de l'observatoire de Lick.  Cette supernova était de type Ia.